# 崇法寺街道
崇法寺街道，原为城关镇，是中华人民共和国河南省商丘市永城市下辖的一个街道办事处。

## 行政区划
崇法寺街道下辖以下村级行政区划单位：
利民社区、红旗社区、红学社区、永和社区、准海社区、花园社区、东方社区、解放社区、西南社区、健康社区、雪枫社区、塔东社区、中山社区、塔西社区、南关社区、东关社区、大营社区、马岗社区、董桥社区、北关社区、西关社区和南元社区。